# Rorippa sylvestris
La oruga palustre o roqueta palustre (Rorippa sylvestris) es una especie de planta nativa de Europa que se comporta como invasora en Estados Unidos.
Erecta casi glabra, perenne 20-50 cm, con tallos rastreros extensos en su base. Hojas pinnadas o muy divididas, con lóbulos dentados oval o lanceolados. Flores amarillas, 7-8 mm de diámetro, en inflorescencias cortas y laxas. Pétalos ovados, doble de largo que los sépalos. Vaina lineal, 5-18 mm. Florece a finales de primavera y durante el verano.

## Hábitat
Zonas baldías, riberas fluviales.

## Distribución
Toda Europa.

## Sinonimia
- Radicula sylvestris (L.) Druce